# ستيوارت بورغس
ستيوارت بورغس (بالإنجليزية: Stuart Burgess)‏ (22 أكتوبر 1962 في المملكة المتحدة - ) هو لاعب كرة قدم بريطاني في مركز الدفاع. لعب مع نادي فالكيرك ونادي كيلمارنوك ونادي إيست فيف ونادي ألبيون روفرز.